# 평등

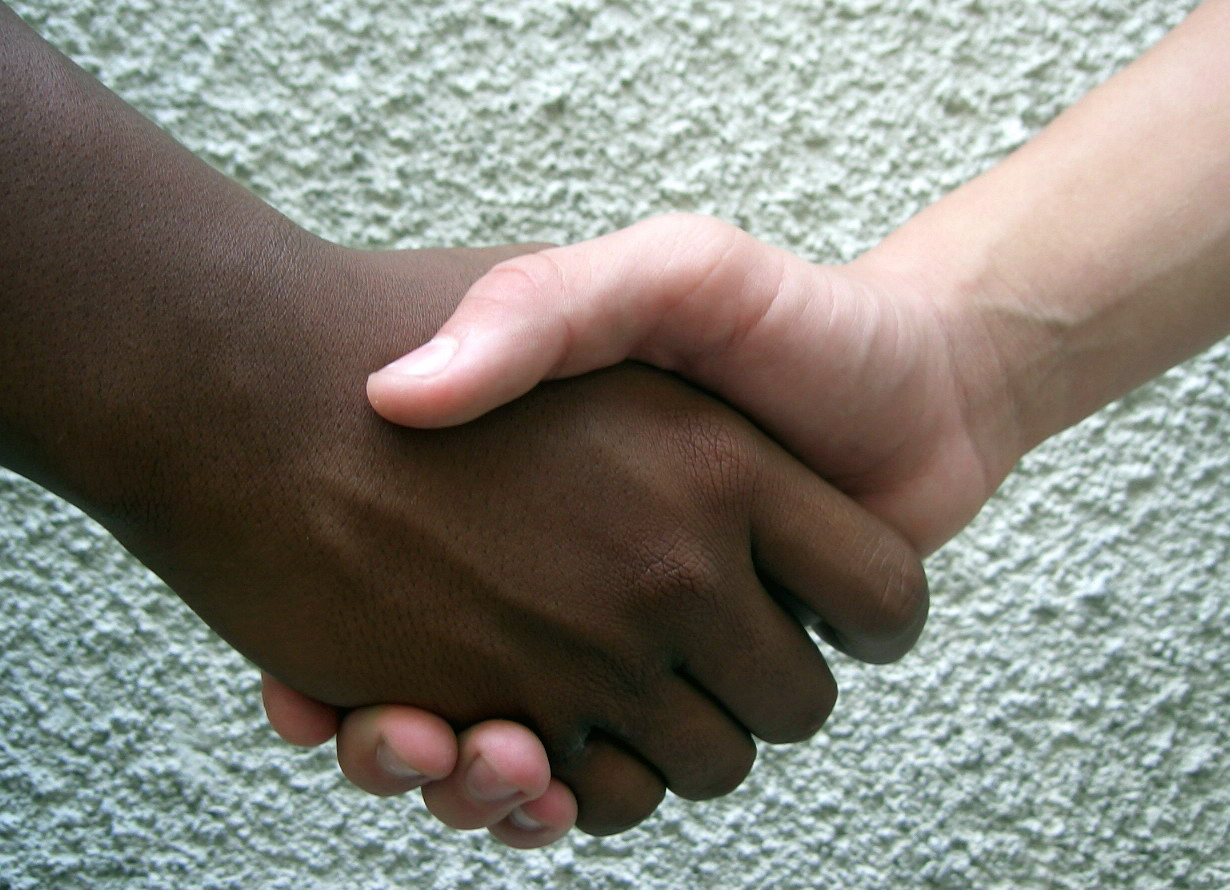
평등

평등(平等)은 인간의 존엄, 권리, 인격, 가치, 행복의 추구 등에 있어 차별이 없이 같은 상태를 말한다. 평등은 다양한 의미를 내포하고 있어 사용하는 사람의 사상과 철학에 따라 중층적 의미를 띤다. 그러나 평등은 자유의 평등이다. 불평등한 자유는 성립할 수 없고 부자유한 상태의 평등도 원천적으로 가능하지 않을 뿐더러 헌법에 보장된 정치, 사회, 법적 권리의 평등은 바로 자유의 평등이기 때문이다. 본질적으로 자유와 평등은 동일한 가치로 보완관계에 놓여 있으며 헤겔이 말한 자유의 신장사도 곧 평등의 확장사다. 역사에서 자유는 일인에서 소수로 다시 만인의 자유로, 즉 만인의 평등으로 진보해 왔다. 그래서 인간은 모두 선천적으로 평등하다는 천부인권사상은 민주주의의 가장 핵심적인 이념이고 사회정의를 결정짓는 본질적 요소이며 인권을 가늠하는 척도이다.

## 인격의 평등
원래 평등은 인격의 평등을 뜻했다. 인간이 평등하다는 것은 인간이 다 같은 인간이라는 점에서 아무런 구별이나 차별이 있어서는 안 된다는 의미이다. 세계인류는 종족적으로 여러 가지 차이가 있다. 피부색이 다른가 하면, 키가 크거나 매우 작은 인종도 있다. 또 문화적으로도 고도의 물질적 문명을 창조해 내서 높은 문화생활을 하고 있는 민족도 있고, 아직도 원시적인 상태를 크게 벗어나지 못한 종족도 있다.
그래서 모든 인류는 인종 또는 민족적으로 차이가 있고 육체적 특성이나 심성적으로도 구별돼 자칫 인간이 평등하다는 명제는 모순된 것처럼 보인다.
그러나 인간이 평등하다는 것은 이러한 피부색이나 신체의 강약 또는 기타 어떠한 차이도 인정할 수 없다는 것이 아니라 오히려 이러한 인종간의 차이나 특징은 인종과 인종의 정체성을 구별해주고, 민족과 민족의 사고방식이나 생활양식의 차이는 그 민족의 고유한 전통이나 문화로서 크게 존중되기까지 한다.
그래서 이러한 모든 차이에도 불구하고 인간이 평등하다는 이념은 인간이 인간된 자격과 지위,권리 즉 법적 도덕적 인격에 있어서 아무런 차별이 없이 평등하다는 뜻이다.
처음 인간의 평등이라는 원리가 나오게 된 역사적 배경을 살펴보면 어떻게 인간 평등이 근대사회 발전의 근본이념으로 자리 잡았는가를 알 수 있다. 근대 이전에는 동양이나 서양에는 날 때부터 사람이 귀하거나 천하다는 구별이 엄존했고, 이에 따라 귀족계급, 평민계급, 노예계급 등의 계급적 차이가 엄격하게 유지된 계급사회였다.
한국의 경우에도 양반과 평민(平民),노비의 구별이 있어서 이러한 계급적 차별은 매우 심했다. 특히 신라시대의 골품제도는 출생에 따라 인간을 선천적으로 차별화한 예이다.
사람이 우연히 양반의 자제로 태어났다고 해서 잘나고 존귀하며 또 상민이나 노예의 아들 딸로 태어났다고 해서 영원히 상놈이나 노예로서 남의 천대 받아야 한다는 것은 오늘의 시각으로 본다면 크게 잘못된 관념이라 아니할 수 없다.
그러므로 근대 민주사회는 사람이 날 때부터 귀하고 천한 구별이 있는 것이 아니라, 만인이 평등하다는 사상이 주창되어 민주주의의 대원리로 확고히 정착됐다. 민주사회에서의 평등은 인간 위에 인간이 없고 인간 밑에 인간이 없다는 것이다.따라서 민주주의의 실천과 완성은 이러한 인간의 평등이 현실속에서 그대로 구현되는 것을 말한다.

## 분배의 평등
공산주의

## 같이 보기
- 평등권
- 법앞에 평등
- 사회주의
- 민주주의